# Ferrovia elettrica Nankai
La Ferrovia elettrica Nankai (南海電気鉄道?, Nankai Denkitetsudō) è una delle maggiori compagnie ferroviarie giapponesi private, e offre servizi ferroviari e di autobus suburbani nelle zone sud della prefettura di Osaka e Wakayama. I principali terminali della compagnia sono le stazioni di Namba, Tengachaya, Shin-Imamiya e Wakayamashi. Di grande importanza è la linea principale Nankai che collega Osaka con l'aeroporto internazionale del Kansai.

## Storia
Nel 2017 la Ferrovia elettrica Nankai ha stipulato un gemellaggio con la Ferrovia Montreux-Oberland Bernese (MOB).

## Linee ferroviarie

### Linee correnti
- Linea Nankai
  - Linea principale Nankai (南海本線, Namba - Wakayamashi)
  - Linea Takashinohama (高師浜線, Hagoromo - Takashinohama)
  - Linea Aeroporto (空港線, Izumisano - Kansai Aeroporto)
  - Linea Tanagawa (多奈川線, Misaki Kōen - Tanagawa)
  - Linea Kada (加太線, Kinokawa - Kada)
  - Linea Wakayamakō (和歌山港線, Wakayamashi - Wakayamakō)
- Linea Kōya
  - Linea Kōya (高野線, Shiomibashi - Gokurakubashi)
  - Funicolare Kōya (鋼索線, Gokurakubashi - Kōyasan)

### Linee abbandonate
- Bretella Tennōji (天王寺支線): Tengachaya - Tennoji
- Bretella Kitajima (北島支線): Wakayamashi - Kitajima - Higashi-Matsue
- Linea Wakayamako (和歌山港線): Wakayamako - Suiken
- Linea Kishigawa (貴志川線): Wakayama - Kishi
- Tram di Ōsaka (大阪軌道線)
- Linea Hirano (平野線): Imaike - Hirano
- Bretella Ōhama (大浜支線): Shukuin - Ohama-kaigan
- Tram di Wakayama (和歌山軌道線): Wakayamashi-eki, Wakayama-eki - Kainan, Shin-Wakaura

## Tariffe
Prezzo del biglietto singolo (adulti) in yen giapponesi in base alla distanza:
| Distanza | Tariffa | Distanza  | Tariffa |
| -------- | ------- | --------- | ------- |
| < 3 km   | 150     | 55 - 59   | 810     |
| 4 - 7    | 200     | 60 - 64   | 850     |
| 8 - 11   | 250     | 65 - 69   | 890     |
| 12 - 15  | 320     | 70 - 74   | 930     |
| 16 - 19  | 370     | 75 - 80   | 970     |
| 20 - 23  | 430     | 81 - 86   | 1,010   |
| 24 - 27  | 480     | 87 - 92   | 1,050   |
| 28 - 31  | 540     | 93 - 98   | 1,100   |
| 32 - 35  | 580     | 99 - 104  | 1,140   |
| 36 - 39  | 620     | 105 - 110 | 1,180   |
| 40 - 44  | 670     | 111 - 116 | 1,220   |
| 45 - 49  | 720     | 117 - 122 | 1,260   |
| 50 - 54  | 770     | 123 - 128 | 1,300   |

Sono accettate anche le carte ricaricabili PiTaPa e ICOCA.